# Chiesa dei Santi Giovanni Battista e Martino (San Martino in Badia)
La chiesa dei Santi Giovanni Battista e Martino (in tedesco Kirche St. Johann und Martin), anche nota semplicemente come chiesa di San Martino, è la parrocchiale di San Martino in Badia in provincia autonoma di Bolzano. Appartiene al decanato della Val Badia della diocesi di Bolzano-Bressanone e risale al XV secolo.

## Storia

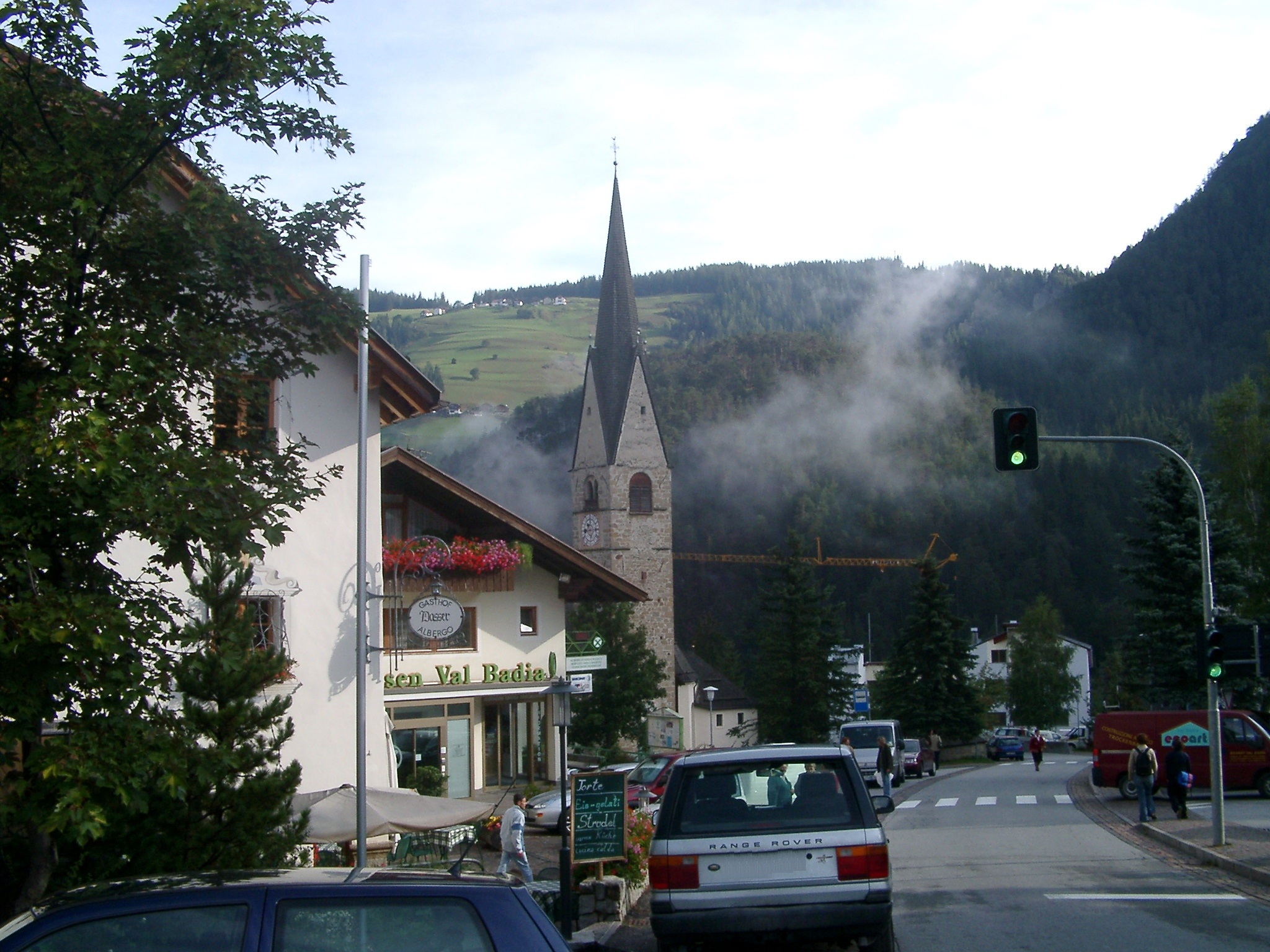
Centro di San Martino in Badia con il campanile della chiesa parrocchiale.

La primitiva chiesa parrocchiale al centro dell'abitato di San Martino in Badia venne edificata probabilmente prima della frana che investì la zona alla fine del XV secolo e quindi fu necessario ricostruirla dopo la sua distruzione, attorno al 1492. 
Attorno al XVIII secolo venne poi restaurata secondo lo stile barocco del tempo e nuovamente, nella seconda metà del secolo successivo fu ampliata.

## Descrizione

### Esterno
Il luogo di culto sorge accanto al cimitero della comunità ed è caratterizzato da una facciata a capanna con due spioventi. La torre campanaria si trova in posizione arretrata affiancata all'edificio, alla sua destra. Si presenta in pietra a vista e, nella parte bassa sul lato meridionale ospita una piccola meridiana mentre in alto, sul lato a ovest ha un orologio. La cella campanaria si apre con quattro finestre a monofora e la copertura apicale è costituita da una piramide acuta a base ottagonale.

### Interno
Nella sala conserva interessanti sculture attribuite a Domëne Moling e la pala d'altare è opera del pittore Mellauner mentre l'altare maggiore è stato costruito dallo scultore Promberger.